# Дружній лихвар
«Дружній лихвар» («Дружній Лихвяр») — українське студентське товариство народовського спрямування. Засноване 10 грудня 1870 року у Львові, об'єднувало головно студентів місцевого університету.

## Короткі відомості
Одним із засновників товариства був Юліан Лаврівський.
Основні завдання — виконання самодопомогових функцій: забезпечення студентів одягом, обідами, ліками, необхідними підручниками, квитками в театр, до лазні тощо.
Найбільш діяльними в ньому спочатку були Рафаїл Стеблецький, Кароль Подляшецький, його голова Володимир Ганкевич.
Від 1875 року «Дружній лихвар» організовував також наукові доповіді, вокально-музичні вечори, створив бібліотеку. У 1876—1877 роках під впливом листування з Михайлом Драгомановим та завдяки відповідним активним діям Івана Франка, Павлика Михайла, Івана Белея, Антіна Дольницького, Леоніда Заклинського та інших «Дружній лихвар» об'єднався з «Академічним кружком». У 1881 році товариство опублікувало одну з перших антологій української поезії — «Антологію руську». На початку 1880-х при товаристві діяли історично-літературний та правничий гуртки. 30 червня 1882 на основі «Дружнього лихваря» створили «Академічне братство».
Після самоліквідації в березні 1871 р. товариства «Академічна бесіда» її майно передали товариству «Дружній лихвар». Одним з очільників товариства був Андрій Чайковський під час вивчання юриспруденції.
Студенти — учасники «Дружнього лихваря» в 1880 році були ініціяторами поїздки на могилу Шашкевича Маркіяна під керівництвом Теофіля Грушкевича, під час якої її віднайшли.